# كثرة المحببات
كثرة المحببات (بالإنجليزية: Granulocytosis)‏ هي وجود زيادة من الخلايا المحببة في الدم المحيطي، والخلايا المحببة صنف من خلايا الدم البيضاء.. يستخدم عادة هذا المصطلح للإشارة إلى الزيادة في عدد الخلايا المتعادلة (أو كثرة العدلات)، حيث أن الخلايا المتعادلة هي أكثر أنواع الخلايا المحببة.

## الأسباب
تسمى الزيادة في الخلايا المحببة الحمضية بكثرة الحمضات (أو كثرة اليوزينيات).
قد تكون كثرة المحببات من صفات عدد من الأمراض مثل:
- العدوى وخصوصا البكتيريا
- مرض خبيث مثل ابيضاض الدم (كثرة المحببات علامة مميزة لابيضاض الدم النقوي المزمن)
- أمراض المناعة الذاتية

## العلاقة بتوقعات سير الأمراض
الزيادة في عدد كريات الدم البيض في حالة مرض قلبي وعائي تعطي توقعات سيئة.